# Salvați de clopoțel
Salvați de clopoțel (titlu original Saved by the Bell) este un sitcom american creat de Sam Bobrick pentru postul de televiziune NBC. A fost difuzat în perioada 20 august 1989 - 22 mai 1993. Serialul urmărește un grup de prieteni dintr-un liceu fictiv, Bayside High School, din Los Angeles. Pe lângă accentele comice, serialul abordează și subiecte serioase, precum consumul de droguri, conducerea sub influența alcoolului sau drepturile femeilor. Ulterior, au apărut mai multe urmări ale serialului: Salvați de clopoțel: Anii de colegiu (1993-1994), Salvați de clopoțel: O nouă clasă (1993-2000), precum și filmele Salvați de clopoțel: Vacanță în Hawaii (1992) și Salvați de clopoțel: Nuntă în Las Vegas (1994).
Serialul a fost difuzat în România de TVR, începând cu anul 1993. Ulterior, a fost redifuzat de Prima TV.

## Personaje

### Personaje principale
| Personaj                | Actor               |
| ----------------------- | ------------------- |
| Zack Morris             | Mark-Paul Gosselaar |
| Kelly Kapowski          | Tiffani Thiessen    |
| Samuel "Screech" Powers | Dustin Diamond      |
| A.C. Slater             | Mario Lopez         |
| Jessie Spano            | Elizabeth Berkley   |
| Lisa Turtle             | Lark Voorhies       |
| Mr. Belding             | Dennis Haskins      |